# Trichoeax somaliensis
Trichoeax somaliensis là một loài bọ cánh cứng trong họ Cerambycidae.